# Esquadrão da Moda
Esquadrão da Moda é um programa de televisão brasileiro transmitido pelo SBT baseado no formato original do reality show What Not to Wear, dos canais Discovery Home & Health e BBC, cujo objetivo é repaginar o visual de seus participantes.
Estreou em 3 de março de 2009. Deixou de ser exibido no dia 26 de abril de 2011, mas retornou no dia 21 de abril de 2012. Deixou de ser exibido novamente em 15 de agosto de 2020. A partir de 2021, deixa de ser um programa de exibição contínua, para ser exibido por temporadas: estreou nesse novo formato no dia 19 de fevereiro de 2022.

## Sinopse
A modelo Renata Kuerten e o estilista Dudu Bertholini, formam o casal de especialistas em moda que têm a dura missão de ensinar às "vítimas" como se vestir bem e com estilo.
Sem que as participantes saibam, elas são filmadas com câmeras escondidas por duas semanas em cenas do seu cotidiano, trajando seus "modelitos incríveis". O próximo passo é a abordagem à vítima, sempre feita de forma inusitada pelos apresentadores. Nela, as mulheres são informadas que estão no programa. Assim, vítima, amigos, familiares e o Brasil inteiro assistem aos flagras feitos com a câmera escondida, acompanhada dos comentários implacáveis dos apresentadores.
No espelho 360°, a vítima confronta seus piores pesadelos, mas aprende a se enxergar sob um novo olhar, além de aprender por meio de regras fáceis a ter estilo e a ser elegante. Após essa traumática experiência, a vítima enfrenta a maior aventura de sua vida: gastar 15 mil reais em roupas. Claro que sempre de acordo com as dicas de moda dos especialistas.
Ao final de dois dias de compras, a participante ganha uma mudança radical em seu visual sob as responsabilidades do cabeleireiro renomado Rodrigo Cintra e da maquiadora-chefe da M.A.C, Vanessa Rozan, que darão um toque final na transformação das participantes.
Com a autoestima recuperada, um guarda-roupas repleto de trajes lindos, novos e muito elegantes, a participante reencontra familiares e amigos em uma comemoração na qual todos aguardam ansiosos para conhecer seu novo estilo.

## História

### Primeira fase (2009–2011)
A primeira temporada do Esquadrão da Moda estreou no dia 3 de março de 2009, na faixa especial SBT Show. Era exibido às terças-feiras, às 20h. Era apresentado por Isabella Fiorentino e Arlindo Grund.
No dia 1º de setembro de 2009, o SBT lançou a segunda temporada do programa, no mesmo horário, com renovação nos cenários, caracteres, trilhas, artes e edição.
A terceira temporada estreou no dia 3 de março de 2010, em novo horário: às quartas-feiras, às 22h. A partir do dia 22 de junho, o programa retorna às terças-feiras, às 21h15.
Após mais de dois anos de exibição ininterrupta, o Esquadrão da Moda deixa a grade de programação do SBT no dia 26 de abril de 2011, dando lugar ao Esquadrão do Amor.

### Segunda fase (2012–2020)
No dia 21 de abril de 2012, estreia a quinta temporada do programa, em novo horário: aos sábados, às 20h30.
No dia 17 de agosto de 2013, estreia a oitava temporada do programa, com novo cenário e identidade visual.
Em março de 2020, as gravações do programa foram suspensas em função da pandemia de COVID-19 no Brasil. As gravações foram retomadas em junho.
No dia 15 de agosto de 2020, o programa sai do ar novamente, sendo substituído pelo Bake Off Brasil: A Cereja do Bolo. Em outubro, o SBT emite comunicado informando que o programa deixaria de ser exibido de forma fixa, passando a ser por temporada, a partir de 2021.
No dia 6 de fevereiro de 2021, o programa retorna à programação do SBT, exibindo reprises. No dia 29 de maio de 2021, o programa sai do ar novamente, sendo substituído pelo Te Devo Essa! Brasil. Em dezembro de 2021, é anunciado o seu retorno à programação do SBT, reformulado e com novos apresentadores.

### Terceira fase (2022–presente)
No dia 19 de fevereiro de 2022, o programa retorna à programação do SBT, comandado pela modelo Renata Kuerten e pelo estilista Lucas Anderi. Em 23 de janeiro de 2025, é anunciada a saída de Lucas Anderi após este não renovar com o SBT. Em seu lugar, entrou Dudu Bertholini.

## Elenco

### Apresentadores
| Isabella Fiorentino |
| Arlindo Grund       |
| Renata Kuerten      |
| Lucas Anderi        |
| Dudu Bertholini     |

### Maquiagem e Cabelo
- Rodrigo Cintra
- Fabiana Gomes (2024-)
- Vanessa Rozan (2009 - 2023)
- Andrea Ulsenheimer (2011)
- Virginia Gregório (2012)